# 許紹
許紹（約560年—621年），字嗣宗，安州安陆（今湖北省安陆市）人，祖籍高阳（今河北省高阳县）。唐初军事人物。
先世於梁末徙至後周，定居安州安陸。祖父許弘與父許法光，都擔任過楚州刺史。唐高祖李淵之父李昞曾在安州任总管，許紹自小与李渊同学，成為好友。隋大业末年，天下大乱，许绍为夷陵郡通守，收留流民，开仓赈济，甚得人心。隋炀帝在江都被宇文化及弑杀后，许绍效忠越王杨侗。王世充废黜杨侗自立为帝，许绍率黔安、武陵、澧阳等诸郡转投李淵，任硖州（今湖北宜昌）刺史，封安陆郡公。
618年，萧铣在岳州称帝，派遣宋王杨道生攻打硖州，被许绍击破，跳水溺死大半。萧铣又派遣其大将陈普环率大舰从长江直达硖州，与开州的萧阇提攻取巴蜀。许绍派儿子许智仁及录事参军李弘节、女婿张玄静追击至西陵峡，大破之，生擒陈普环，俘获其船舰。长江南岸有安蜀城，与硖州相对，次东有荆门城，皆是险峻之地，萧铣以重兵镇守。许绍遣许智仁及李弘节攻破荆门镇。李渊极为高兴，下诏褒奖，
萧铣的大司马晋王董景珍之弟被萧铣诛杀，董景珍正在长沙镇守，闻讯投降唐朝。许绍出兵接应，但未能赶上董景珍就被萧铣派兵击杀。
武德三年（620年），李靖被派往硖州主持征讨萧铣，因迟迟未能进军，李淵暗中命令許紹斩殺李靖。許紹爱惜李靖之才，為其求情，才獲得諒解。开州（治盛山，今四川开县）蛮酋冉肇則反叛，率眾進攻夔州（治今四川省奉节县），李孝恭迎战失利。李靖即以八百精兵大破冉肇則，阵斩冉肇则，俘獲五千多人，李淵喜出望外，高興地說：“使功不如使過，李靖果展其效”。武德四年（621年），李孝恭攻打萧铣，复令许绍督兵以图荆州。不久，许绍逝世于军中，唐高祖听闻后流泪。萧铣被灭后，其子许智仁被提拔为温州刺史，封孝昌县公。贞观年间（627年—649年），追赠荆州都督。嫡孙许力士袭爵，官至洛州长史。

## 家庭
- 嫡子
  - 嫡孙许力士，力士子许钦寂，子许钦明，子許欽澹。
- 次子许智仁
- 少子許圉師
- 女婿张玄静
- 女婿郝相贵，外孙郝处俊。

## 延伸阅读
[在维基数据编辑]
 《舊唐書·卷59》，出自刘昫《舊唐書》
 《新唐書·卷090》，出自《新唐書》